# Franeker
Franeker (fríz nyelven: Frjentsjer) város Hollandiában, Frízföld tartományban. A tizenegy fríz város egyike, Franekeradeel község központja.

## Fekvése
16 kilométernyire terül el Leeuwardentől.

## Története

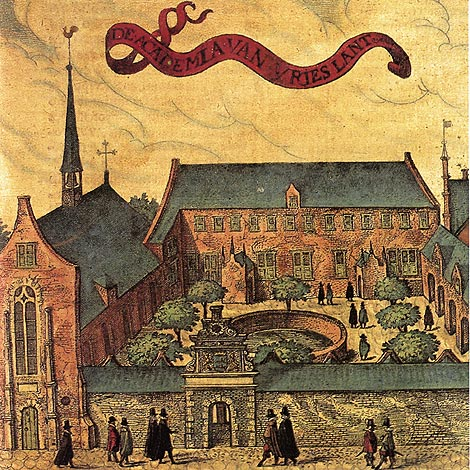
Az 1585-ben alapított franekeri egyetem épülete

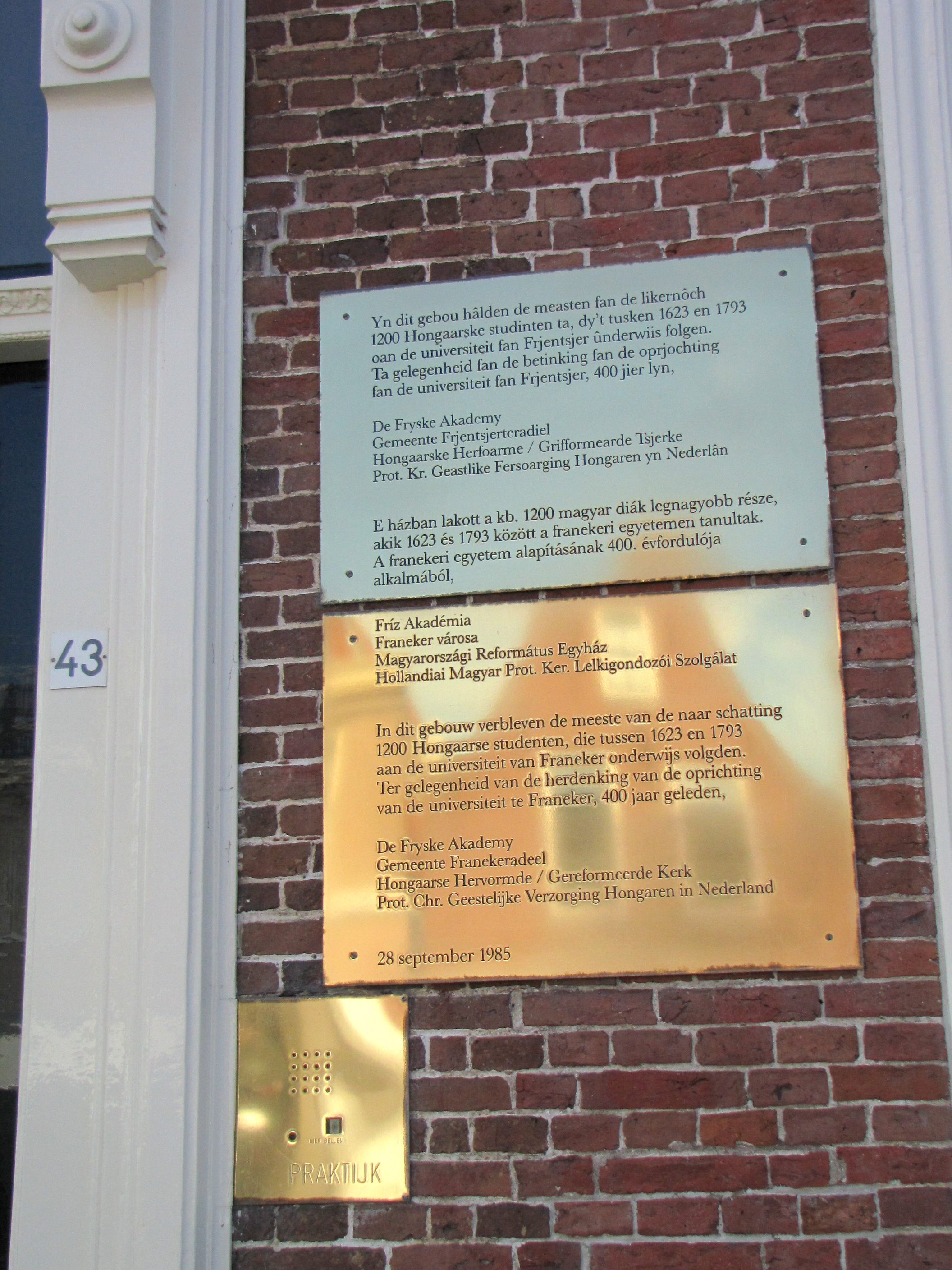
A magyar diákok emlékét őrző tábla a városban

Franekert 800 körül alapították. A 11. században, Franeker Westergoa közigazgatási központtá fejlődött. 1374-ben városi jogokat kapott. A 15. században, Albert, szász herceg telepedett le Franekerben.
A város egykor híres egyetemét 1585-ben alapították, amely a második Református Egyetem volt Hollandiában. A franekeri egyetem a harmincéves háború után a magyar diákok peregrinációjának is az egyik legfontosabb célpontja volt. 1595 és 1796 között a külföldön tanuló magyar diákoknak mintegy 40%-a ide iratkozott be. Összesen több mint ezerkétszáz magyarországi és erdélyi diák tanult Franekerben; emléküket a hajdani szállásuk helyén levő épületen fríz, magyar és holland nyelvű tábla őrzi.
1811-ben I. Napóleon az egyetemet bezáratta.

## Háztartások száma
Franeker háztartásainak száma az elmúlt években az alábbi módon változott:

## Itt születtek, itt éltek

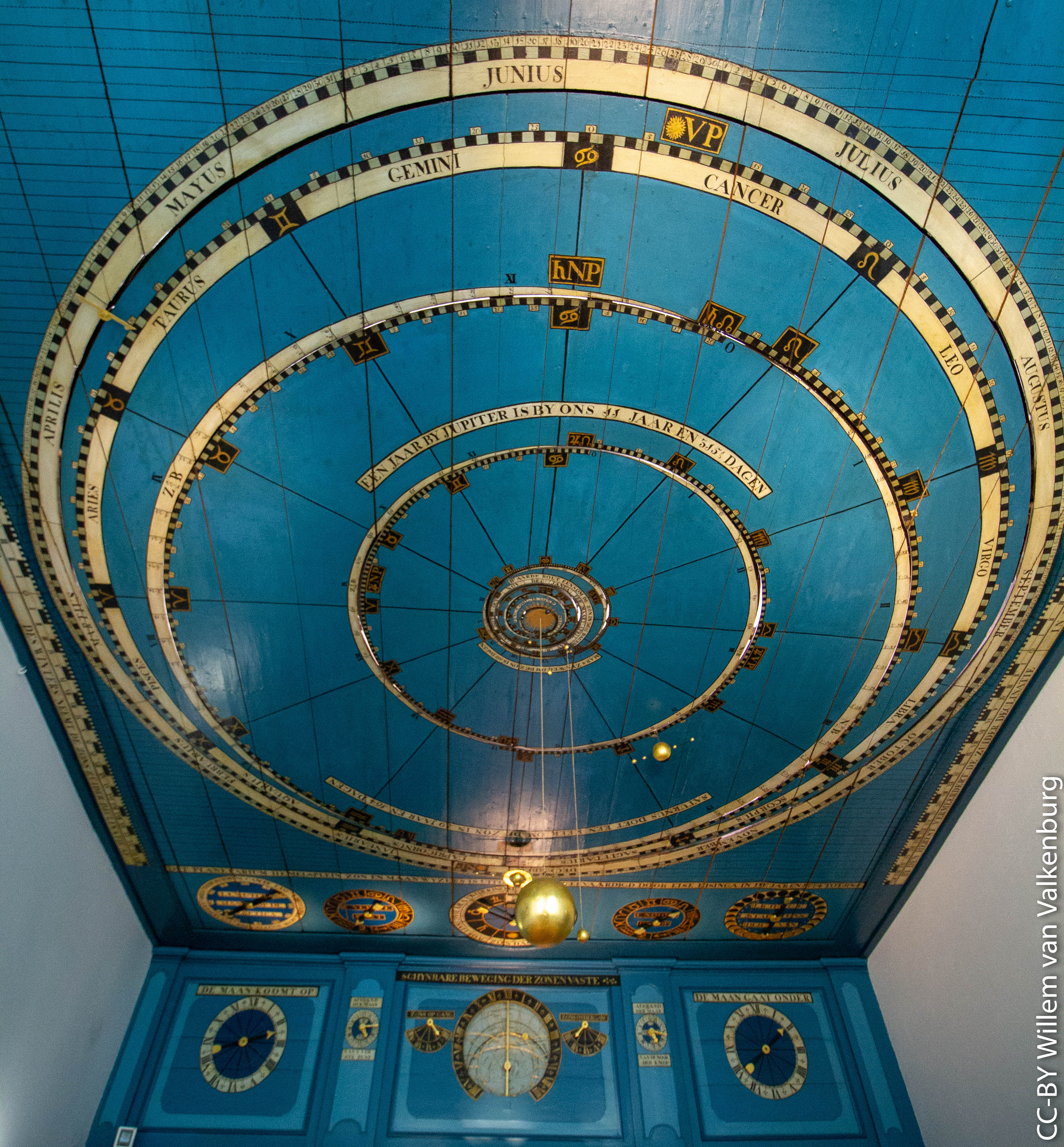
Eise Eisinga plantáriuma (1781)

- Lásd: Franekeri magyar peregrinusok listája
- Eise Eisinga(wd) (1744–1828) gyapjúgerebenező mester, autodidakta matematikus és csillagász, (1774–1781 között) az első önműködő mechanikus planetárium(wd) alkotója.

## Népesség
| év   | lélekszám |
| ---- | --------- |
| 1891 | 7239      |
| 2009 | 12 900    |